# 1652 w polityce

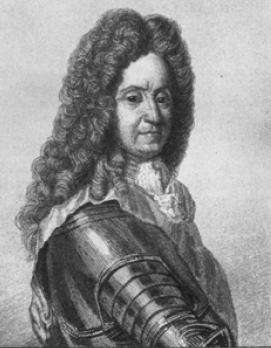
Kamil Tallard

Wydarzenia polityczne w 1652 roku.

## Wydarzenia
- 26 sierpnia Bitwa morska pod Plymouth pomiędzy Anglikami a Holendrami[1].

## Urodzili się
- 14 lutego — Kamil Tallard, marszałek Francji[2].

## Zmarli
- 20 lutego zmarł książę Jan Zygmunt Waza, urodzony 6 stycznia tego roku[3].
- 3 czerwca zginął Marek Sobieski, starosta krasnostawski, brat Jana III Sobieskiego[4].
- Marcin Kalinowski, hetman koronny[5].